# Parque Júlio Fracalanza
O parque Júlio Fracalanza é uma área verde da cidade brasileira de Guarulhos localizada no bairro de Vila Augusta. Seu nome é uma homenagem ao empresário Júlio Fracalanza.
O parque possui biblioteca especializada em sustentabilidade, academia popular e espaço para encontros e oficinas. O local oferece gratuitamente cursos de massoterapia, reflexologia, terapias orientais, ginástica rítmica, auriculoterapia, shantala (massagem para bebês), música aplicada e outras atividades.